# This Is My Life (chanson d'Edward Maya)
Pour les articles homonymes, voir This Is My Life.
Singles de Edward Maya 
 Vika Jigulina
Stereo Love
(2009) Desert Rain
(2010)
This Is My Life est le second single d'Edward Maya extrait de son album Stereo Love. Le clip, sorti le 18 août 2010, a été produit par Dragos Buliga qui a également produit le clip Stereo Love.
Il a été tourné en Roumanie dans trois sites différents : la rue Lipscani, une boîte de nuit et un parking.
La vidéo a été produite sous le label Mayavin Records appartement à Edward Maya lui-même.

## Classement de This Is My Life
| Pays     | Meilleure position |
| -------- | ------------------ |
| Finlande | 7                  |
| France   | 2                  |
| Pays-Bas | 33                 |
| Portugal | 46                 |
| Belgique | 12                 |
| Europe   | 10                 |